# Maria Stuart (Schiller)
Maria Stuart, spesso italianizzato in Maria Stuarda, è una tragedia di Friedrich Schiller che rappresenta gli ultimi giorni di Maria, regina di Scozia. La tragedia consiste in cinque atti, ognuno diviso in diverse scene. La tragedia è stata rappresentata per la prima volta a Weimar, in Germania il 14 giugno 1800. È stata fonte di ispirazione per l'opera Maria Stuarda di Donizetti.

## Trama
Maria Stuarda è prigioniera in Inghilterra - ufficialmente per l'omicidio di suo marito Darnley, ma in realtà a causa delle sue pretese sul trono di Inghilterra, appartenente alla regina Elisabetta I. Mentre la cugina di Maria, Elisabetta, esita a firmarne la condanna a morte, questa spera nella grazia.
Dopo che Maria scopre che Mortimer (personaggio creato da Schiller), nipote del suo custode, è dalla sua parte, gli affida la propria vita. Mortimer dovrebbe consegnare a Robert Dudley, conte di Leicester una lettera da Maria, in cui lei gli chiede aiuto. Si tratta di una situazione delicata, perché Leicester sembra sostenere la Regina Elisabetta.
Dopo numerose richieste, Maria alla fine ottiene l'opportunità di incontrare la Regina Elisabetta (cosa che, in realtà, non è mai accaduta). Quest'incontro finisce in un litigio, causato dalla riluttanza di Maria a sottomettersi interamente alla volontà di Elisabetta. Il litigio porta al sospetto che la grazia non sarà concessa.
A complicare ulteriormente la questione, Mortimer progetta di liberare Maria con la forza, versione drammatizzata dell'infruttuoso complotto Babington, ma quando il suo tentativo viene scoperto, egli si suicida.
La Regina Elisabetta finalmente si persuade a firmare la condanna a morte di Maria. Elisabetta sottolinea che la sua unica ragione per firmare è la pressione del suo popolo affinché lei la firmi.
La condanna firmata è consegnata a Davison, il sottosegretario della Regina Elisabetta, senza nessuna istruzione precisa su cosa farne. Con questa azione, Elisabetta trasferisce la responsabilità su di lui, pienamente consapevole che lui a sua volta consegnerà la condanna a Lord Burleigh, e perciò confermando la sentenza di morte per Maria.
Burleigh chiede il documento firmato a Davison, che - malgrado l'incertezza - infine glielo consegna. Di conseguenza, Burleigh fa decapitare Maria.
La tragedia termina con Elisabetta che incolpa sia Burleigh che Davison per la morte di Maria (bandendo il primo dalla corte e imprigionando il secondo nella Torre di Londra), Lord Shrewsbury (che ha implorato la grazia per Maria durante l'opera) che rinuncia ai propri privilegi e Leicester che lascia l'Inghilterra per la Francia. Elisabetta è lasciata completamente sola mentre cala il sipario.

## Rappresentazioni in Italia
Il ruolo di Maria Stuarda è stato interpretato da grandi attrici italiane: 
- Carolina Internari (Livorno, 1783 – Firenze, 1858), la prima, nel 1820 circa[1].
- Carlotta Marchionni nel 1830[2].
- Adelaide Ristori, nel 1841 con la compagnia di Romualdo Mascherpa[3] all'età di 19 anni. «(...) nessuna (...) riuscì a superare in efficacia e potenza drammatica Adelaide Ristori.»[4]. La rappresentazione del 1841 sarà solo la prima delle 567 messe in scena della tragedia dalla Ristori in tutto il mondo. Maria Stuarda, per Adelaide Ristori, sarà anche la tragedia che chiuderà la sua lunga esperienza teatrale a New York nel maggio 1885.
- Giacinta Pezzana nel 1875[5].
- Italia Vitaliani, Teatro del Popolo di Milano, 23 dicembre 1912[6].
- Maria Melato, Teatro Olimpia di Milano, 8 aprile 1922[1].
- Elena Zareschi, con Giovanna Galletti nel ruolo di Elisabetta, regia di Guido Salvini, Teatro Valle di Roma, 12 aprile 1952[7].
- Elena Zareschi, con Sarah Ferrati nel ruolo di Elisabetta, regia di Claudio Fino, trasmessa dalla Rai il  7 novembre 1958[8].
- Anna Proclemer, con Lilla Brignone nel ruolo di Elisabetta, regia di Luigi Squarzina, Teatro Duse di Genova, 5 marzo 1965[9]; con lo stesso cast venne registrata una versione televisiva, regia di Edmo Fenoglio trasmessa in due parti l’8 e 10 settembre 1968[10].
- Valentina Cortese con Rossella Falk nel ruolo di Elisabetta, regia di Franco Zeffirelli, Teatro della Pergola di Firenze, 12 febbraio 1983[11].
- Elisabetta Pozzi e Laura Marinoni, regia di Davide Livermore, Teatro Nazionale di Genova, 18 ottobre 2022.

## Adattamenti
- Opera Maria Stuarda di Gaetano Donizetti (1835)
- Film Maria di Scozia (1936)